# Crisobolla (1126)

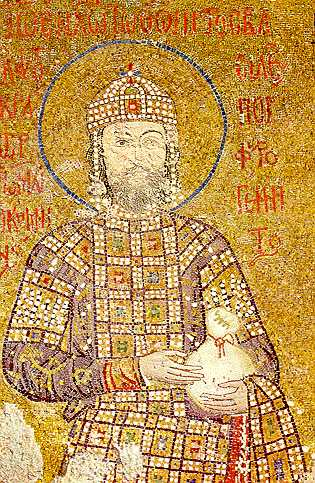
L'imperatore Giovanni II Comneno.

La crisobolla del 1126 fu un editto bizantino emanato dall'imperatore Giovanni II Comneno, ampliante i privilegi commerciali del Ducato di Venezia nei territori dell'impero.

## Storia
Già il padre di Giovanni, Alessio, aveva riconosciuto con una prima Crisobolla (1082) a Venezia ampi privilegi commerciali nei porti e nelle città dell'Impero d'Oriente e la totale esenzione dai dazi.
Salito al trono nel 1118 Giovanni II, si era però presto rifiutato di riconoscere al Doge Domenico Michiel la conferma dei privilegi concessi dal padre ai mercanti veneziani in Oriente, concedendo invece diritti commerciali ed un quartiere di Costantinopoli ai Pisani. Questo aveva in breve spinto Venezia ad entrate in guerra con Bisanzio.
L'8 agosto del 1122 salparono dal porto di Venezia 71 navi da guerra sotto il comando del doge dirette a Corfù, che resistette ad un assedio di sei mesi. Resisi conto di non poter espugnare Corfù, i Veneziani si diressero verso il Mar Egeo.

Nell'arco di tre anni la flotta veneziana imperversò in Oriente, intervenendo a sostegno degli Stati crociati in Terrasanta, coi quali strinse pericolosi rapporti d'alleanza per l'imperatore d'Oriente, e conquistando Rodi, Chio, Samo, Lesbo Andros. Le navi di Venezia stavano infine puntando su Cefalonia, quando Giovanni si risolse a scendere a patti, concedendo la nuova Crisobolla.

## Il contenuto
Nell'editto Giovanni II confermava i privilegi concessi da Alessio, ampliandone addirittura il numero e la portata, in cambio della restituzione da parte di Venezia delle isole sottratte all'impero.